# STS-86
STS-86 e осемдесет и седмата мисия на НАСА по програмата Спейс шатъл и двадесети полет на совалката Атлантис. Това е девети полет по програмата Мир-Шатъл и седмо скачване на совалката с орбиталната станция Мир. По време на мисията е направена четвъртата смяна на американския астронавт в орбита.

## Екипаж
| Пост                    | Астронавт                                                                                              |
| ----------------------- | --- |
| Командир                | Джеймс Уитърби четвърти космически полет                                                               |
| Пилот                   | Майкъл Блумфийлд първи космически полет                                                                |
| Специалист на мисията 1 | Владимир Титов(РКА) четвърти космически полет                                                          |
| Специалист на мисията 2 | Скот Паразински втори космически полет                                                                 |
| Специалист на мисията 3 | Жан-Лу Кретиен(CNЕS) трети космически полет                                                            |
| Специалист на мисията 4 | Уенди Лоурънс втори космически полет                                                                   |
| Специалист на мисията 5 | при старта: Дейвид Улф втори космически полет при приземяването: Майкъл Фоул четвърти космически полет |

Първоначално е планирано Уенди Лоурънс да замени Майкъл Фоул на борда на „Мир“, но поради ниския ръст на астронавтката и ограниченията на руския скафандър за излизане в открития космос Орлан е решено да се замени с нейния дубльор Дейвид Улф. Последният е планирано да лети с мисия STS-89.

## Полетът
STS-86 е седмата от деветте планирани мисии на совалките до космическата станция „Мир“. По време на този полет става четвъртата смяна в орбита на американския член на екипажа на Основна експедиция 23 (ОЕ-23). Майкъл Фоул пристига в космоса през май 1997 г. с мисия STS-84. На негово място за около 4 месеца полет излита Дейвид Улф, който се завръща през януари 1998 г. с екипажа на мисия STS-89, заменен от седмия и последен астронавт на САЩ Андрю Томас.
STS-86 е пети полет на модула Спейсхеб в посока на „Мир“ и четвърти полет в двойна конфигурация. В предната част на двойния модул се провеждат експериментите от екипажа по време, преди и след скачването на совалката със станцията. В кърмовата част на двойния модул се е намирало логистичното оборудване, което е предназначено за „Мир“ и включва храна, облекло, експерименти, и доставка на резервно оборудване.
По време на полета се провежда първата съвместна американско-руска космическа разходка (39-а в програмата Спейс Шатъл)от Владимир Титов и Скот Паразински. По време на продължилата 5 часа и 1 минута космическата разходка на 1 октомври, двамата астронавти монтират нов слънчев панел и правят оглед на разхерметизирания модул Спектър.
През 6-те денонощия съвместен полет се прехвърлят повече от 4 тона материали от Спейсхеб, включително около 771 кг вода, оборудване, батерии, компютри и др. Екипажът също премества експериментални проби, хардуер и стар генератор за кислород в „Атлантис“ за връщане на Земята. Откачването става в 13:28 EDT на 3 октомври. След откачване, совалката извършва 46-минутна обиколка за визуален оглед на орбиталната станция. По време на тази маневра, космонавтите Анатолий Соловьов и Павел Виноградов отварят клапан за регулиране на налягането, за да се даде възможност на въздуха в модула „Спектър“ да покаже мястото на пробив в корпуса на повредения модул.
Приземяването на совалката е отложено с едно денонощие поради лошите метеорологични условия в района на Космическия център „Кенеди“ във Флорида.

## Параметри на мисията
- Маса на совалката при приземяването: 114 185 кг
- Маса на полезния товар:8375 кг
- Перигей: 354 км
- Апогей: 381 км
- Инклинация: 51,6°
- Орбитален период: 91.9 мин

Скачване с „Мир“
- Скачване: 27 септември 1997, 19:58 UTC
- Разделяне: 2 октомври 1997, 17:28:15 UTC
- Време в скачено състояние: 5 денонощия, 21 часа, 30 минути, 15 секунди.

### Космически разходки
| № | Участници                        | Начало                    | Край                      | Продължителност |
| - | -------------------------------- | ------------------------- | ------------------------- | --------------- |
| 1 | Скот Паразински и Владимир Титов | 1 октомври 1997 17:29 UTC | 1 октомври 1997 22:30 UTC | 5 часа 1 минута |

## Галерия
- Стартът на совалката
- Орбиталния комплекс „Мир“, фотографиран от борда на совалката „Атлантис“. Вижда се ударения модул „Спектър“
- Пораженията по модула
- Пораженията по модула
- Краят на мисията